# Husův sbor (Chlumec nad Cidlinou)
Husův sbor (též Sbor církve Československé husitské) v Chlumci nad Cidlinou je funkcionalistická stavba situovaná na východní straně Klicperova náměstí, kde sousedí s budovou majorátu.

## Historie
Budova kostela pochází z roku 1934 a je dílem architekta Ferdinanda Potůčka z Pardubic. Realizaci provedl Miroslav Hurych z Nového Bydžova. Kostel byl slavnostně otevřen 28. 9. 1935.

## Architektura
Zatímco někteří odborníci považují Husův sbor v Chlumci nad Cidlinou za jeden z architektonicky nejhodnotnějších kostelů v Čechách, jiní autoři jej označují za "průměrnou až podprůměrnou produkci".
Stavba je tvořena půlkruhově zakončenou lodí s nápadnými protáhlými pravoúhlými okny a hranolovou věží se žaluziovými okny (na úrovni zvonů) a symbolem kalicha na střeše.
V interiéru je nad vyřezávaným oltářem umístěno vyobrazení Ježíše Krista.

## Galerie

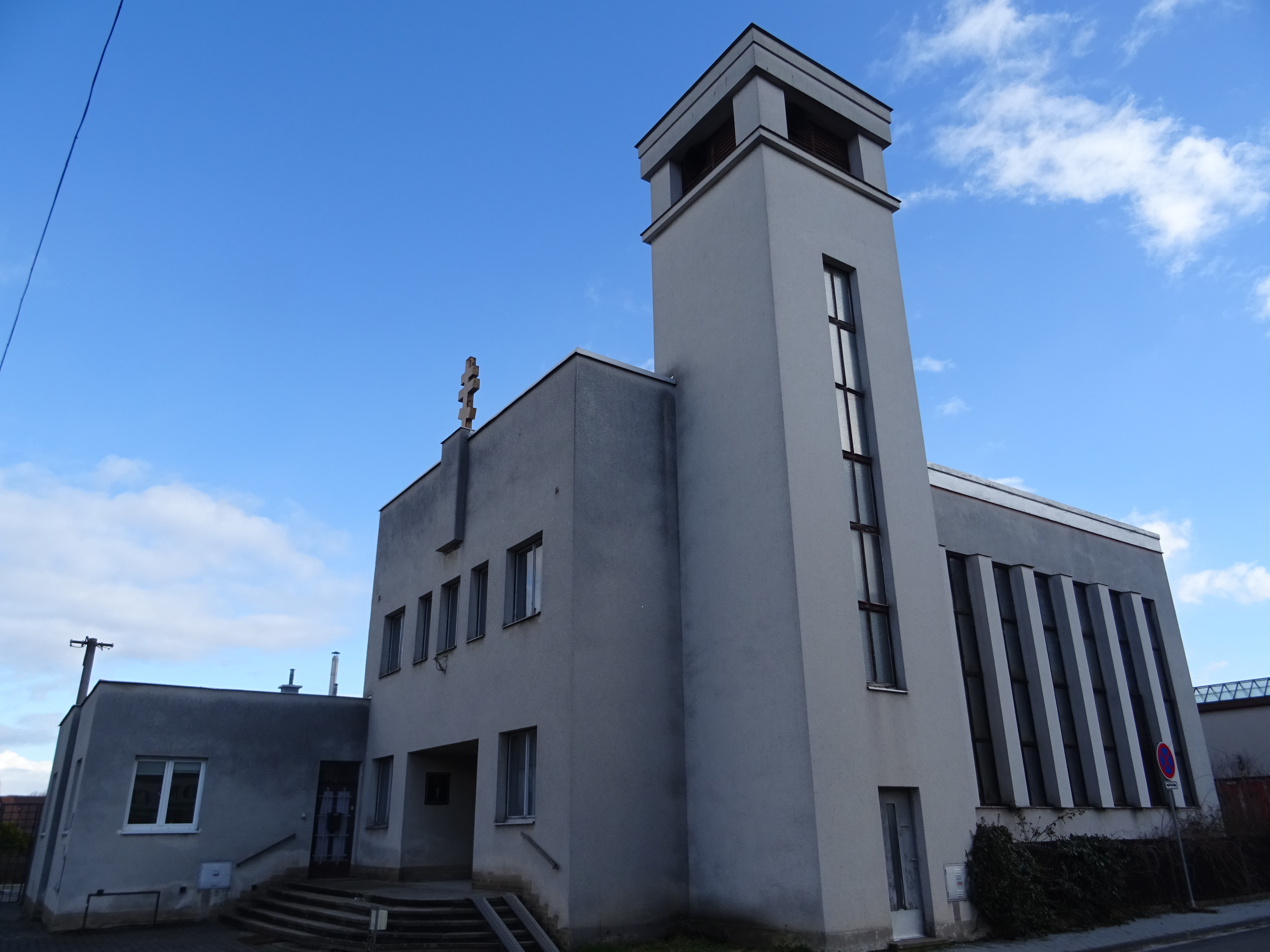
Husův sbor - pohled na věž a loď.
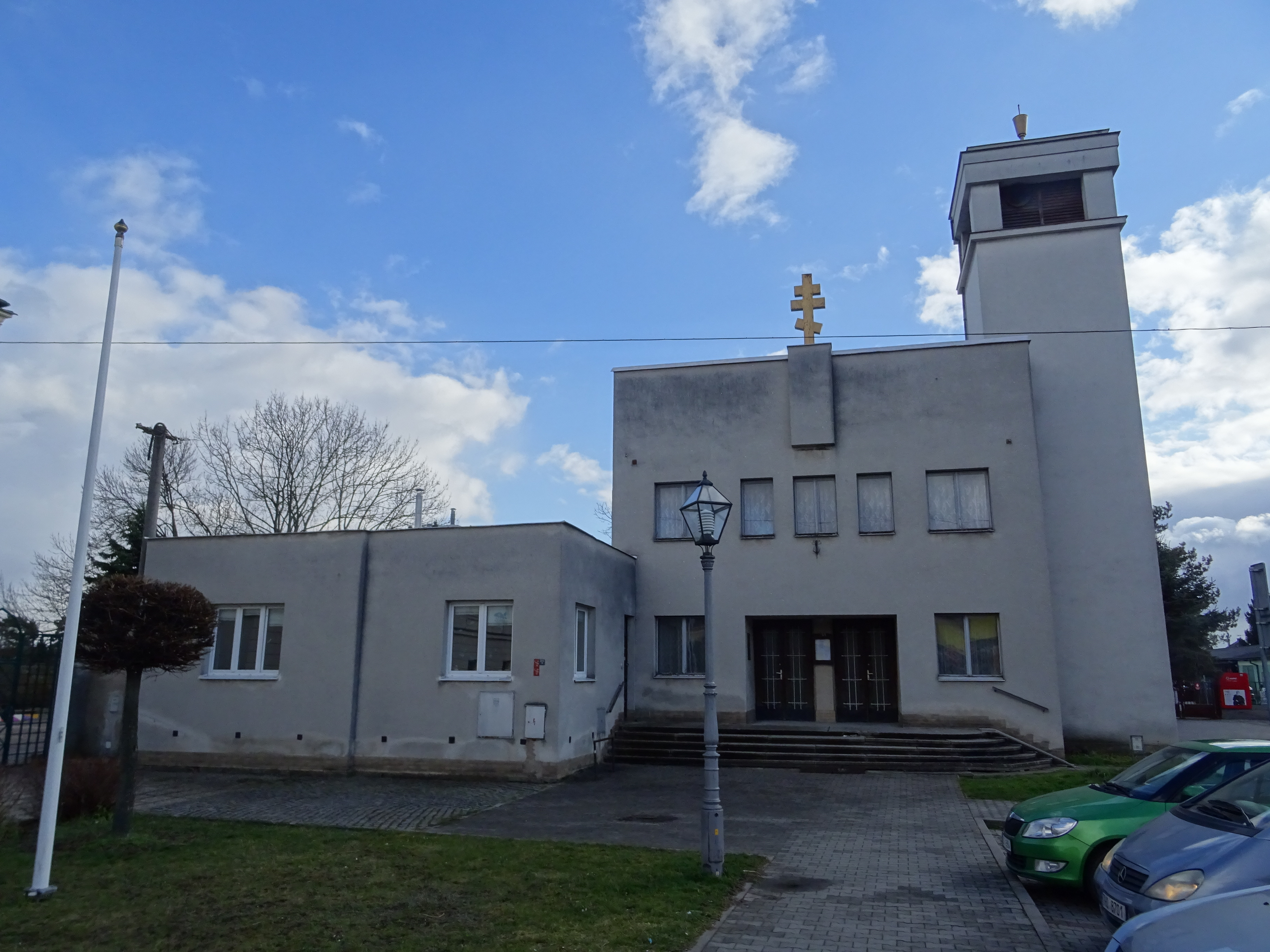
Husův sbor - vstup.